# Assemblage mécanique
Cet article concerne l’assemblage mécanique. Pour les autres significations du mot assemblage, voir assemblage.

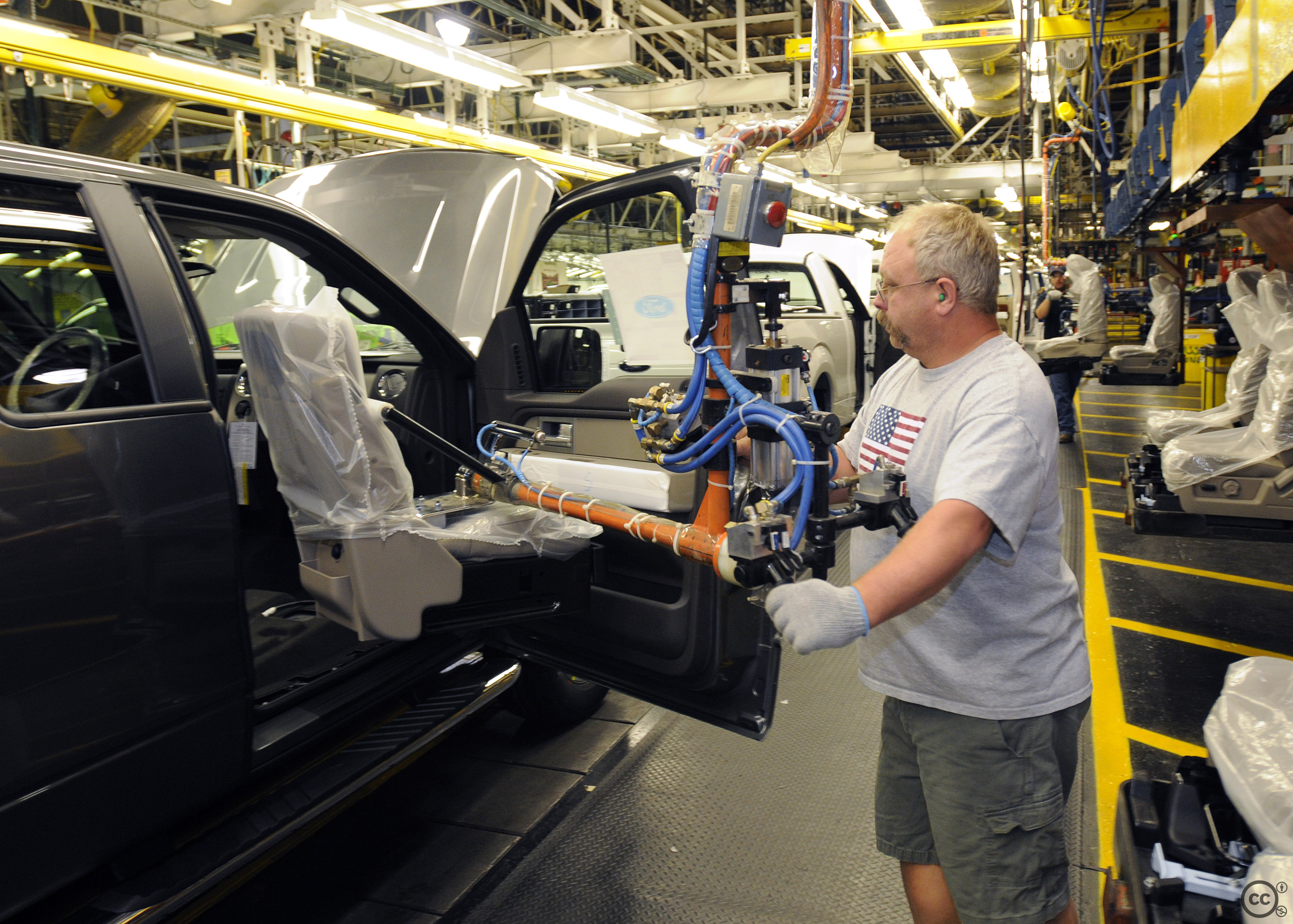
Assemblage final : installation des sièges dans les véhicules automobiles à l'atelier de finition d'une chaîne de production.

Un assemblage mécanique est la liaison de différentes pièces d'un ensemble ou produits.
C’est aussi un ensemble de procédés et solutions techniques permettant d’obtenir ces liaisons.

## Degré d'assemblage
On distingue avant tout un assemblage par ses degrés de liaison, c’est-à-dire les mouvements relatifs indépendants interdits ou autorisés entre les pièces assemblées.

## Types d'assemblages
On distingue ensuite différents types d'assemblage, un assemblage peut être permanent ou démontable, direct ou indirect.

### Assemblage permanent
Assemblage non démontable : pour supprimer cette liaison, il est nécessaire de déformer ou de détruire au moins une des pièces formant l'assemblage.
- soudure
- clinchage
- certains frettages
- certaines colles et adhésifs.

### Assemblage démontable
La liaison est conçue de manière à être démontée sans détérioration importante des pièces qui peuvent être généralement réutilisées pour recréer un assemblage. 
L'élément assurant la liaison peut ne pas être réutilisable.
- clou, démontage par destruction du clou.
- vis
- rivet, démontage par destruction du rivet.
- brasure, perte de la brasure au démontage.
- agrafe, démontage par destruction de l'agrafe.
- goupille
- clavette
- éclisse
- certains frettages
- certaines colles et adhésifs.

### Assemblage direct
L’assemblage ne nécessite aucune pièce intermédiaire, la forme des pièces en contact suffit pour la réalisation de celui-ci.
- Frettage
- Soudage
- Clinchage
- Emboîtage élastique

### Assemblage indirect

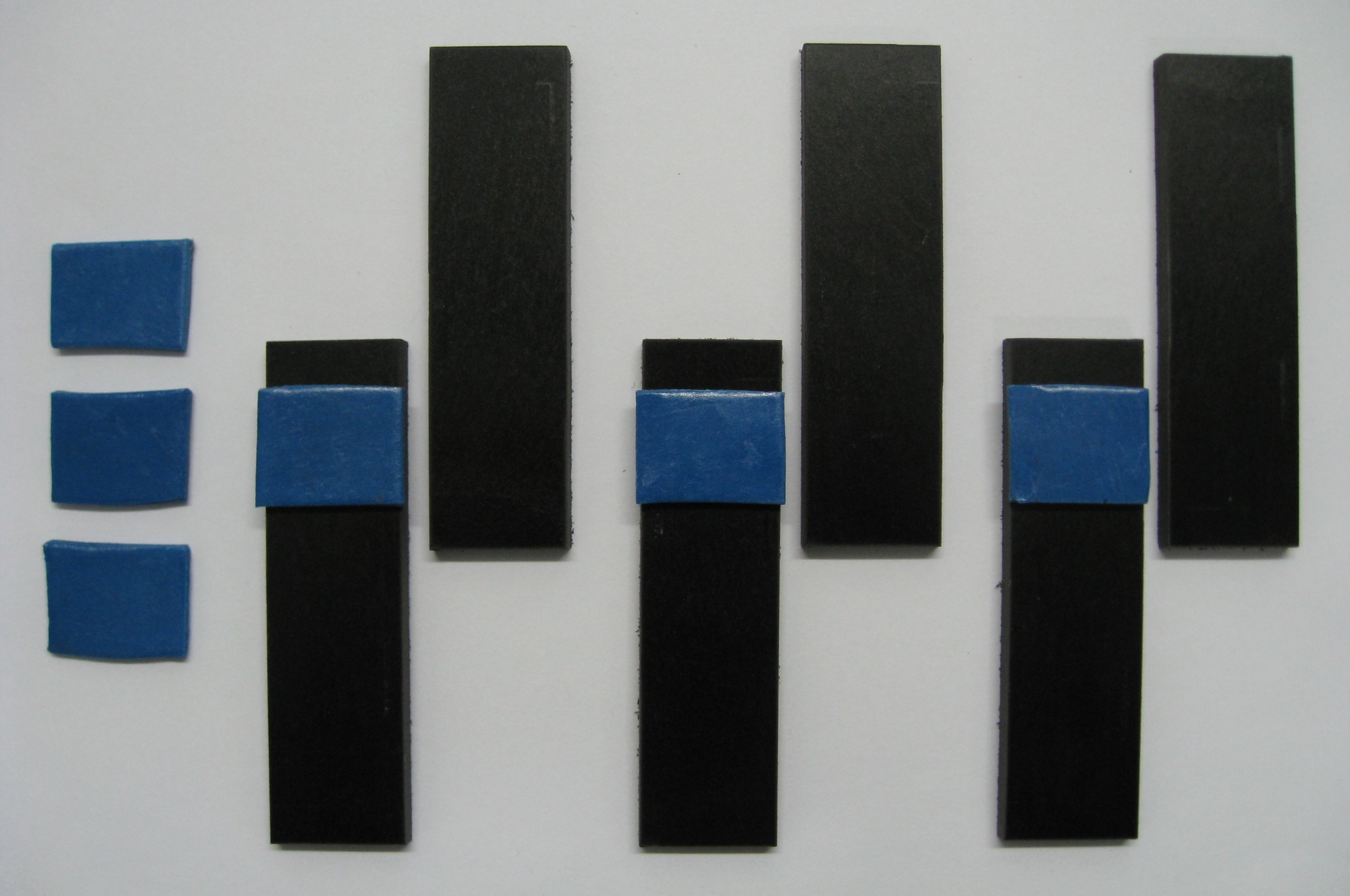
Préparation de trois éprouvettes collées. Un essai de traction-cisaillement est souvent utilisé pour évaluer la performance d'un assemblage mécanique.

Une ou plusieurs pièces intermédiaires sont utilisées.
- Collage
- Agrafage
- Anneau élastique
- Bague de tolérance
- Clavette
- Clou
- Embrèvement (avec tenon, mortaise et cheville)
- Goupille
- Rivet
- Éclisse
- Visserie : vis, écrou, boulon, goujon, filetage, taraudage

Lors de la création d'un assemblage avec un logiciel de CAO, il est possible d'importer différentes pièces préalablement conçues pour lier et donc d'essayer des liaisons de nature différente.